# Slišiš, školjka poje ti
Slišiš, školjka poje ti je album v živo mariborske novovalovske skupine Lačni Franz, izdan pri založbi Helidon leta 1984. Leta 2001 je izšel še ponatis v obliki CD-ja. Album je bil posnet na dveh koncertih: stran A je bila posneta v Slovenskem mladinskem gledališču v Ljubljani, stran B pa v dvorani Nigrad v Mariboru. Posneti glasbeni material je bil nato 31. januarja in 1. februarja 1984 zmiksan v Studiu Metro.
Pesem "Naša Lidija je pri vojakih" je na mariborskem koncertu izvedla predskupina "Topzizza iz Benedikta v Slovenskih goricah" (ki je v resnici samo psevdonim za skupino Lačni Franz).

## Seznam pesmi
Vse pesmi je napisal in uglasbil Zoran Predin, razen kjer je to navedeno.
| Stran A: Ljubljana | Stran A: Ljubljana                           | Stran A: Ljubljana | Stran A: Ljubljana |
| Št.                | Naslov                                       | Glasba             | Dolžina            |
| ------------------ | -------------------------------------------- | ------------------ | ------------------ |
| 1.                 | „Lipa zelenela je‟                           | Oto Rimele         | 4:00               |
| 2.                 | „Lent 1980‟                                  |                    | 2:56               |
| 3.                 | „Nekaj lepljivega‟                           | Rimele             | 3:17               |
| 4.                 | „Prosim, pazi, da mi ne pohodiš podočnjakov‟ | Oto Rimele         | 5:48               |
| 5.                 | „Včasih kak pajac kriči‟                     | Zoran Stjepanovič  | 4:38               |

| Stran B: Maribor | Stran B: Maribor             | Stran B: Maribor |
| Št.              | Naslov                       | Dolžina          |
| ---------------- | ---------------------------- | ---------------- |
| 6.               | „Naša Lidija je pri vojakih‟ | 4:12             |
| 7.               | „Ne mi dihat za ovratnik‟    | 4:03             |
| 8.               | „Paloma‟                     | 3:20             |
| 9.               | „Bitles‟                     | 3:16             |
| 10.              | „Praslovan‟                  | 5:05             |

## Zasedba
Lačni Franz
- Zoran Predin – vokal
- Mirko Kosi – klaviature
- Oto Rimele – električna kitara
- Andrej Pintarič – bobni
- Zoran Stjepanovič – bas kitara

Ostali
- Iztok Černe – snemanje, tonski mojster
- Mišo Hochstaetter – fotografiranje, oblikovanje